# 谷山無線電機
谷山無線電機株式会社（たにやまむせんでんき）は京都府京都市に本社を置く企業。会社設立来、家電の販売を生業とし近年までは家電量販店エディオンの京都府内の一部店舗をフランチャイズ運営を行っていたが、家電事業は2022年9月末に売却し、現在は主に所有不動産の賃貸等経営及びフィットネスジム運営を行なっている。

## 概要
創業者の二代前の当主、谷山茂助が京都祇園新橋で「若狭屋茂助」の家号で家庭の灯火としてのローソクの製造販売を営んでいた事をルーツとして、1908年、創業者 谷山茂三郎が乾電池式の携帯電灯を取り扱う電気屋を創業。現在社長は創業者から数えて創業家四代目となる。電気屋としては現存する「日本最古の家電小売企業」（現在の電気屋の運営は後述する株式会社タニヤマムセン）。1963年（昭和38年）に創業時の屋号「谷山商店」から現社名の「谷山無線電機」になる。

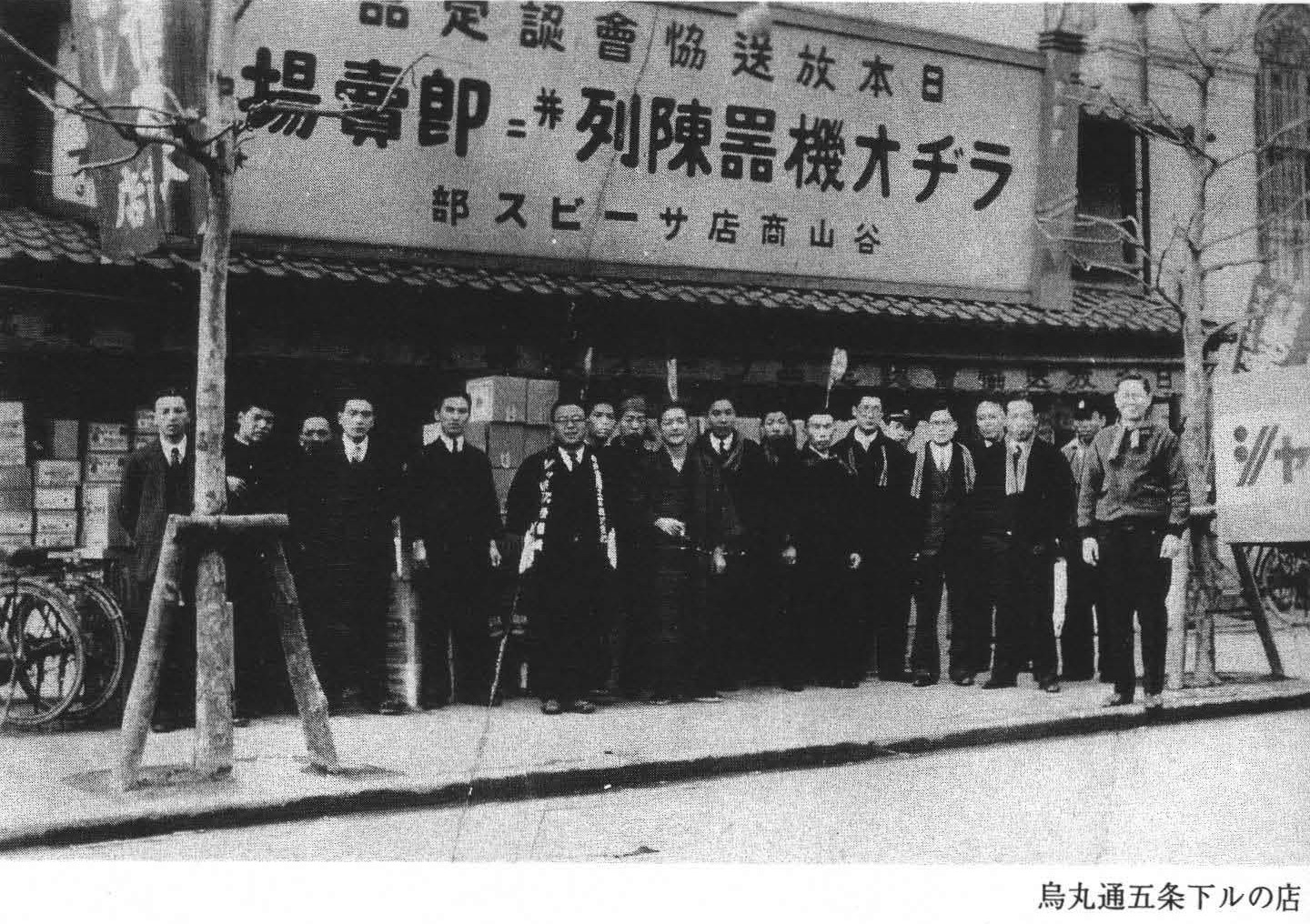
谷山商店時代の写真(烏丸五条下る)
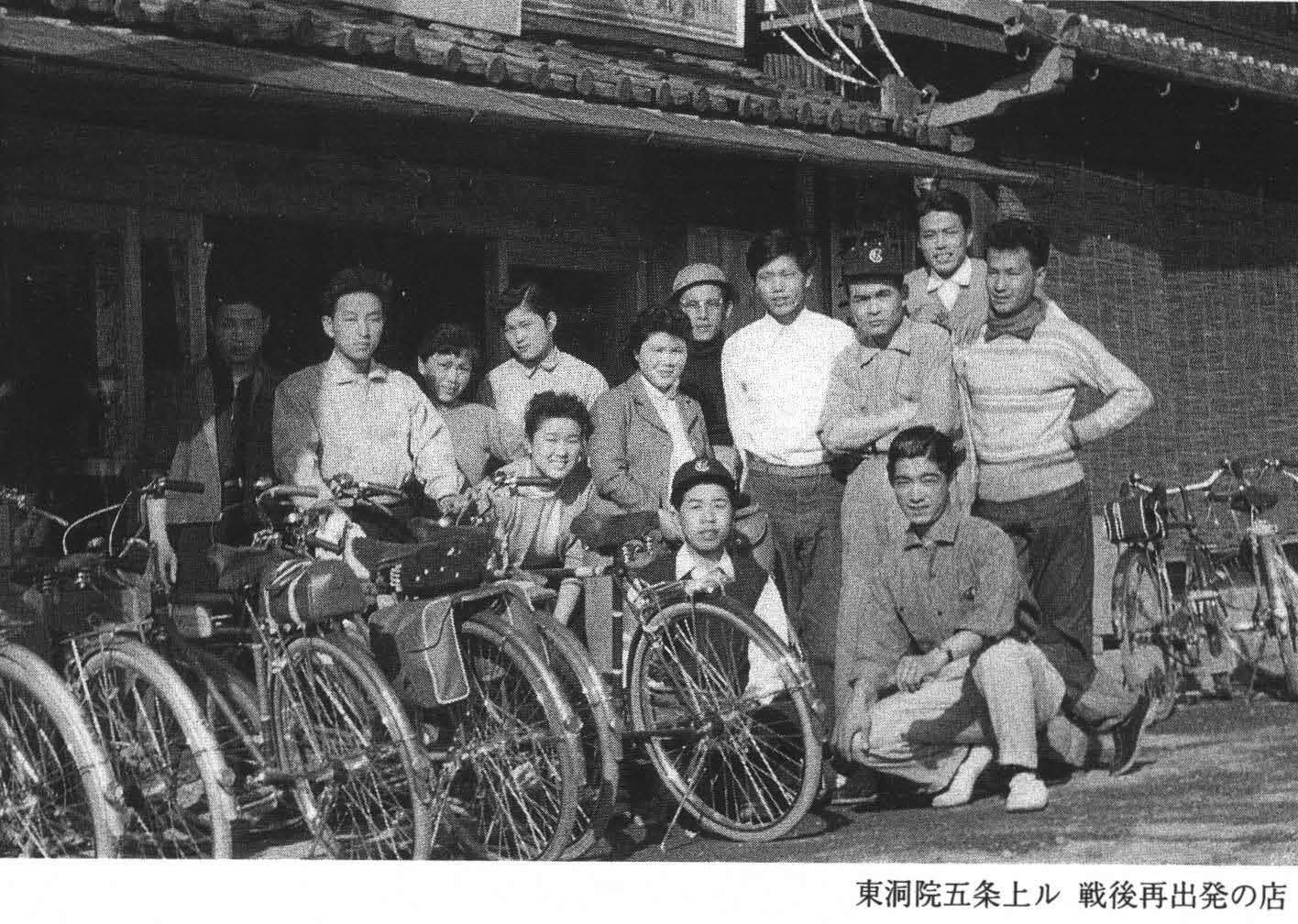
谷山商店時代の写真(東洞院五条上る)
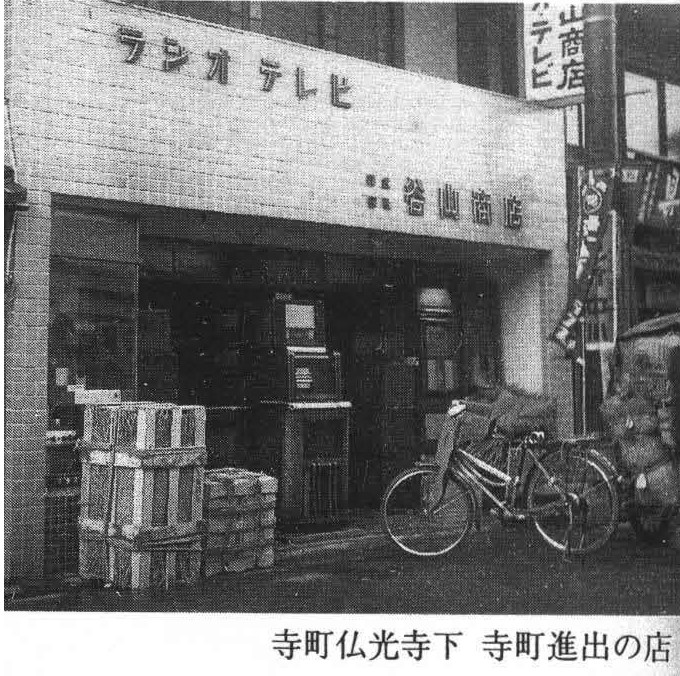
谷山商店時代の写真(寺町仏光寺下)

国内各家電メーカーとの取引をメーカーの京都の展開の初期から行い小売店舗を構えながらも、昭和30年代には卸販売会社としてシャープの京谷シャープ販売株式会社(後に卸業務はシャープ子会社に移管)、ソニーの京都ソニー販売株式会社(現在ソニーマーケティングに吸収)を立ち上げ小売りだけでなく京都の電気製品の卸業務にも大きく関わっていた。
ながらく京都府内および滋賀県にて家電量販店「タニヤマムセン」を展開する地場系の量販店であり、バブル期の最盛期には一時15店舗、150億円の売上があったが店舗は経営改善の為に移転統廃合を行い2011年3月期には売上は60億円だった。
1997年の消費税増税の影響で収益力が落ちつつあったが2000年以降大規模小売店舗法が廃止され大規模小売店舗立地法の施行により競合の大型量販店が京都滋賀に相次いで進出、家電量販店の大型化が進み谷山無線電機も滋賀県野洲市などに500坪クラスの店舗を出店をした。しかし市場では競合激化で他社地域量販店の破たんが相次ぎ谷山無線電機も赤字転落した。更に当時の銀行は本格的なBIS規制の導入が義務付けられメイン銀行であったみずほ銀行が自行の自己資本の増強に迫られた。みずほ銀行は融資の縮小により自己資本を補う動き出たため地方家電量販店は破綻懸念先とし、営業利益は赤字と黒字の境界線上にあり自力回復可能で本来は正常債権であった谷山無線電機への融資をも不良債権と位置づけ貸し剥がしに動いた。みずほ銀行は1年程度だった手形貸し付けの借り換えの期間の毎月化と借り換えの度の金利引き上げで急激な融資金利アップと融資資金の縮小を強行し谷山無線電機は一時経営不安に陥った。
谷山無線は経営安定化のためにみずほ銀行から資金調達銀行を他行に入れ替え、滋賀地区撤退など店舗の統廃合で資金確保を行うとともに、2003年3月、資本金を10億551万円から5000万円に減資し大企業から中小企業となることで監査経費等を削減するなど大小の経営改革を積み重ねて、「タニヤマムセン」は京滋地区での店舗拡大方針から京都地域に合わせた小中型店舗の運営に舵を切った。加えて閉店した自社不動産のテナント貸しを行い、4年ほどの赤字年度を経て黒字転換しその後経営を安定させた。
2010年頃の家電業界では主な仕入先である大手日本電機メーカー各社が世界的な競合激化で収益力が弱体化し、経営合理化を狙い大手全国量販店優遇や営業拠点の集約化を余儀なくされていた。その影響で京都の地域量販店であるタニヤマムセンに対してはメーカーは仕入商談に力を入れない環境になった。そういったメーカーの動きに谷山無線電機は時代と環境に合わせた変革として家電小売店舗の独立運営方針を転換。2011年9月14日に同業大手のエディオンとフランチャイズ契約を締結しサービスや仕入れ面の強化を行い収益力を維持させ安定経営を続けた。
それに伴い「タニヤマムセン」店舗の改装を行い、2011年11月にタニヤマムセン5店舗を「ミドリタニヤマ」店舗に転換した。タニヤマムセン寺町本店についてはエディオン直営のミドリ寺町店に改装され社員のエディオンへの移籍が行われた（京都マルイ跡地への移転のため、エディオンへのブランド変更後2021年に閉店）。
2012年4月に物流子会社であったリード株式会社を株式会社電響社へ売却した。
その後エディオンによる「エディオン」ブランド統一に伴い、エディオン直営のミドリ寺町店については2012年9月15日付で「エディオン寺町店」に変更、谷山無線電機が運営するFC店舗についても「エディオン」にブランド統一された。
2019年11月既存事業会社である谷山無線電機株式会社は新設分割分社を行い株式会社タニヤマムセン（代表取締役：谷山吉昭）を設立し100%子会社とし家電事業については株式会社タニヤマムセンに移管。谷山無線電機株式会社に関してはグループ中核企業として従来の家電事業以外の事業および資産管理運用を行う会社となり谷山無線電機株式会社の筆頭株主である有限会社TTS（代表取締役：谷山吉昭）を合わせた3社でタニヤマグループを形成し、グループとして京都のエディオンブランドの家電量販店5店舗の営業及び百貨店の電気売り場の運営受託などで京都本社の家庭電気製品小売企業としては最大手としての営業体制を維持していた。
2022年9月30日に家電販売事業を担う子会社の株式会社タニヤマムセンについては株式の90%を小浦石油株式会社に譲渡しタニヤマグループを離れることとなる。(この時点で谷山吉昭は株式会社タニヤマムセンの代表取締役は退くが引き続き谷山無線電機株式会社代表取締役 兼 株式会社タニヤマムセン取締役会長として家電事業にも関わっている。)
家電販売事業はグループから離れたが、谷山無線電機株式会社は1990年後半から閉店した旧店舗自社物件のテナント貸し出しからはじめた不動産事業の運営にも注力しており、近年は新規物件取得による単身者向けアパート経営やテナント誘致、本社ビルを利用した貸し会議室(オフィスゴコマチ)を行い不動産賃貸業としての収益の拡大を続けており、2021年には四条寺町下ルの旧本店ビル(直近はエディオン寺町店)の隣地のカプセルホテル跡の土地建物を買収、旧本店ビルともども解体をし、2023年1月には一体再開発で8階建の延べ床面積1620坪の京都中心部では大型のテナントオフィスビルの「TM四条寺町ビル」を竣工させた。
「TM四条寺町ビル」には隣接する藤井大丸百貨店や学校法人、美容クリニックやオフィス、飲食店がテナントとして入居するとともに、谷山無線電機株式会社運営でエニタイムフィットネスジム四条河原町店、BAR 煌-KOHが営業している。
現在は、自社所有物件の不動産賃貸業を主体として、フィットネスジム・飲食店の運営に加えて金融投資を事業として行っている

## 展開する店舗
- エニタイムフィットネス四条河原町店(TM四条寺町ビル3階)
- BAR 煌-KOH (TM四条寺町ビル8階)
- オフィスゴコマチ-貸会議室(本社ビル2〜4階)

## 不動産賃貸事業(関連会社分は除く)
- TM四条寺町ビル - 京都市下京区　基幹不動産。藤井大丸、学校法人、オフィス、飲食店等にテナント貸しの他自社でフィットネスジム、飲食店も運営
- 大久保ビル - 京都府宇治市-旧タニヤマムセン大久保店だったが現在アートネーチャー他にテナント貸し
- 衣川 - 滋賀県大津市-旧タニヤマムセン堅田店だったが現在スギ薬局にテナント貸し、更に2019年同敷地に新たに建物を建築所有しエニタイムフィットネスにテナント貸し
- 瀬田 - 滋賀県-旧タニヤマムセン瀬田店だったが現在セブンイレブンにテナント貸し
- 寺町仏光寺建物 - 京都市下京区-旧タニヤマC-ZONE、寺町にあったパソコン専門店(旧タニヤマムセン3号店)だったが現在wattsにテナント貸し
- 亀岡 - 京都府亀岡市-旧タニヤマムセン亀岡店でその後旧ネットカフェ気分爽快亀岡店に業態変更し閉店後はセブンイレブンにテナント貸しをしていたが2021年9月現在は空き店舗
- 上鳥羽 - 京都市南区-旧タニヤマムセン上鳥羽サービスセンターだったが現在印刷会社にテナント貸し
- フラッティ京大北 - 京都市-単身者向けアパート
- フラッティ吉野町 - 京都市-単身者向けアパート
- フラッティ新大宮 - 京都市-単身者向けアパート

## かつて存在した店舗

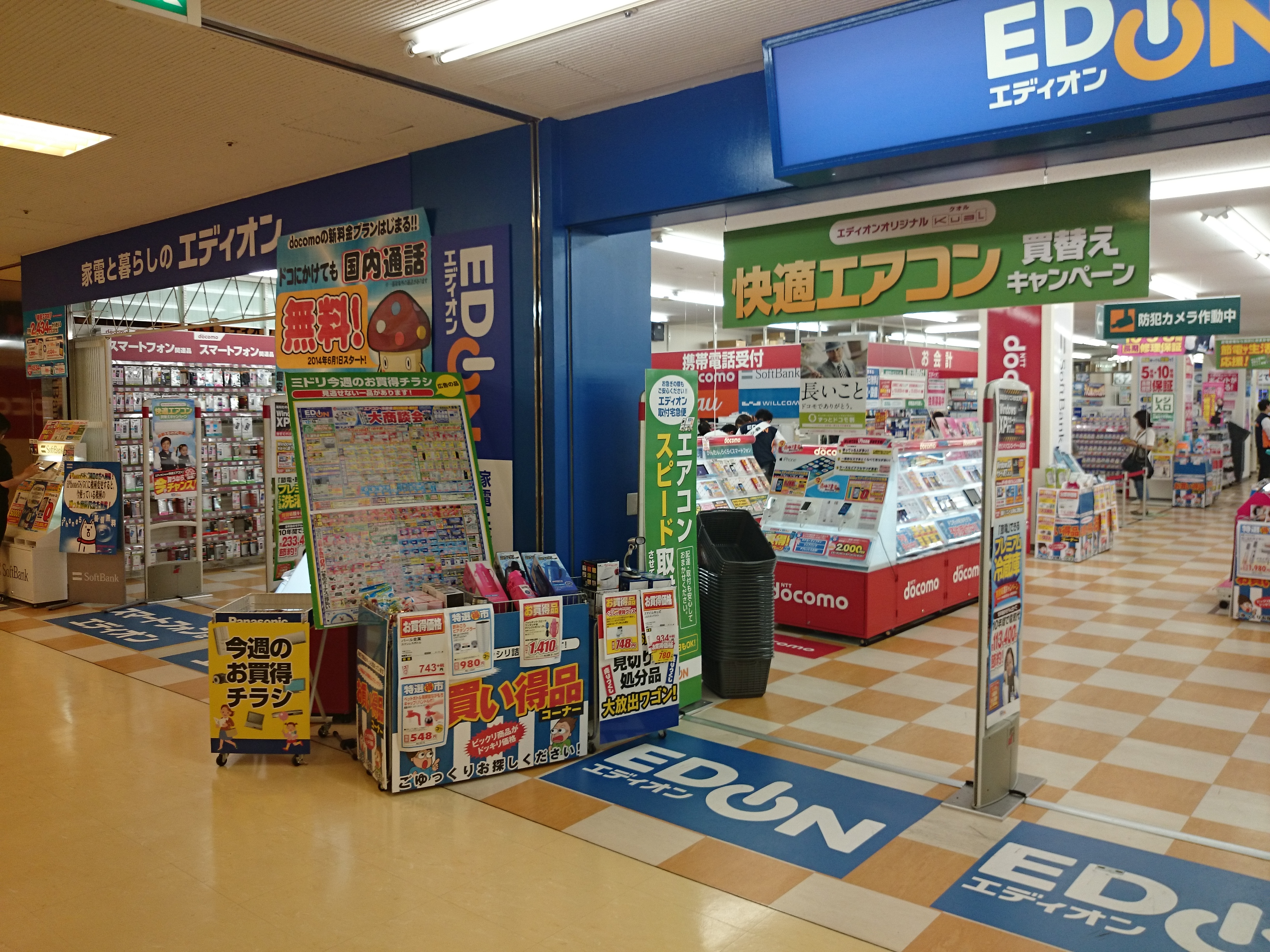
エディオン大手筋店 - 京都(現在別会社が運営)
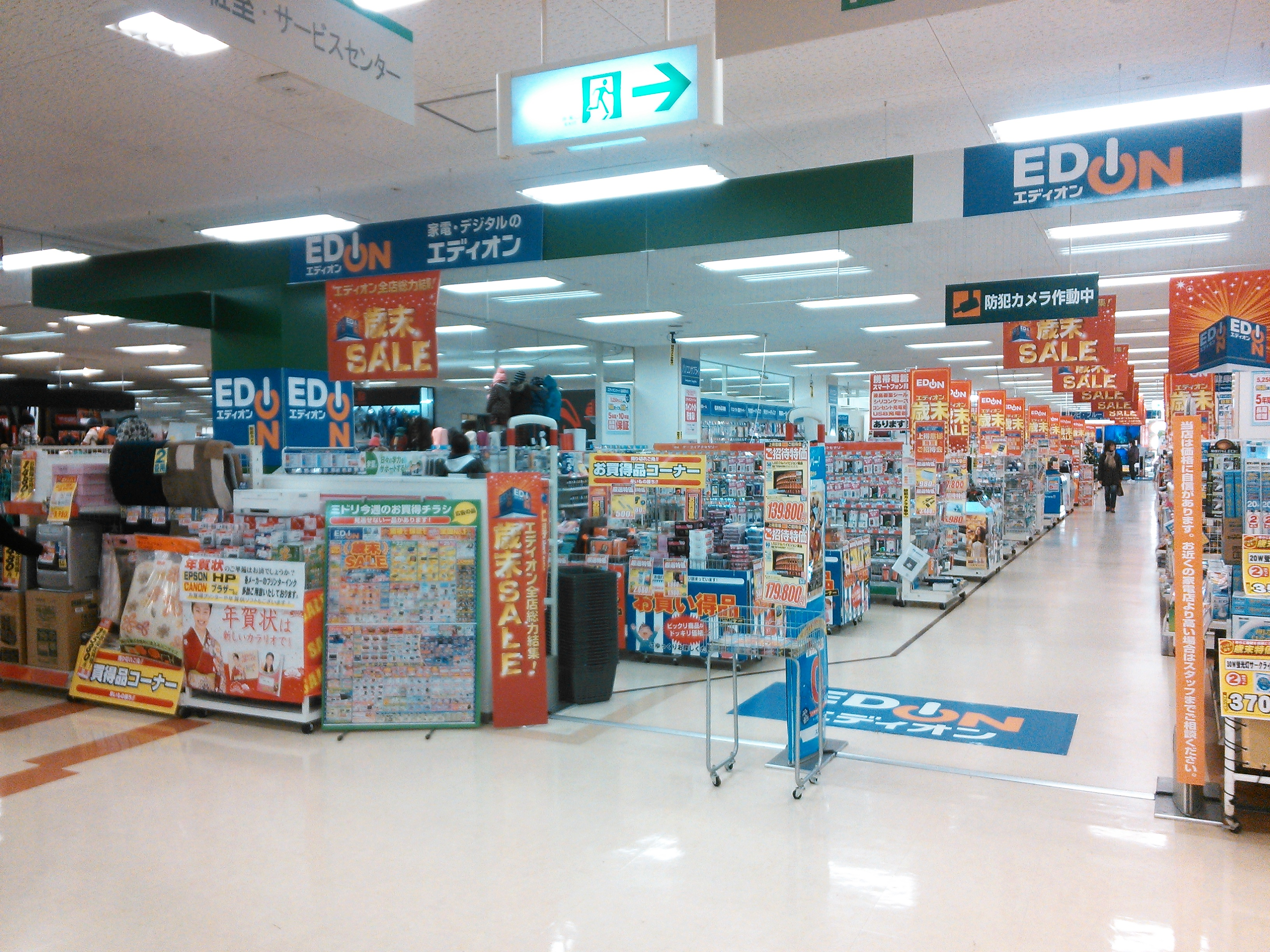
エディオン柴竹大宮店 - 京都(現在別会社が運営)
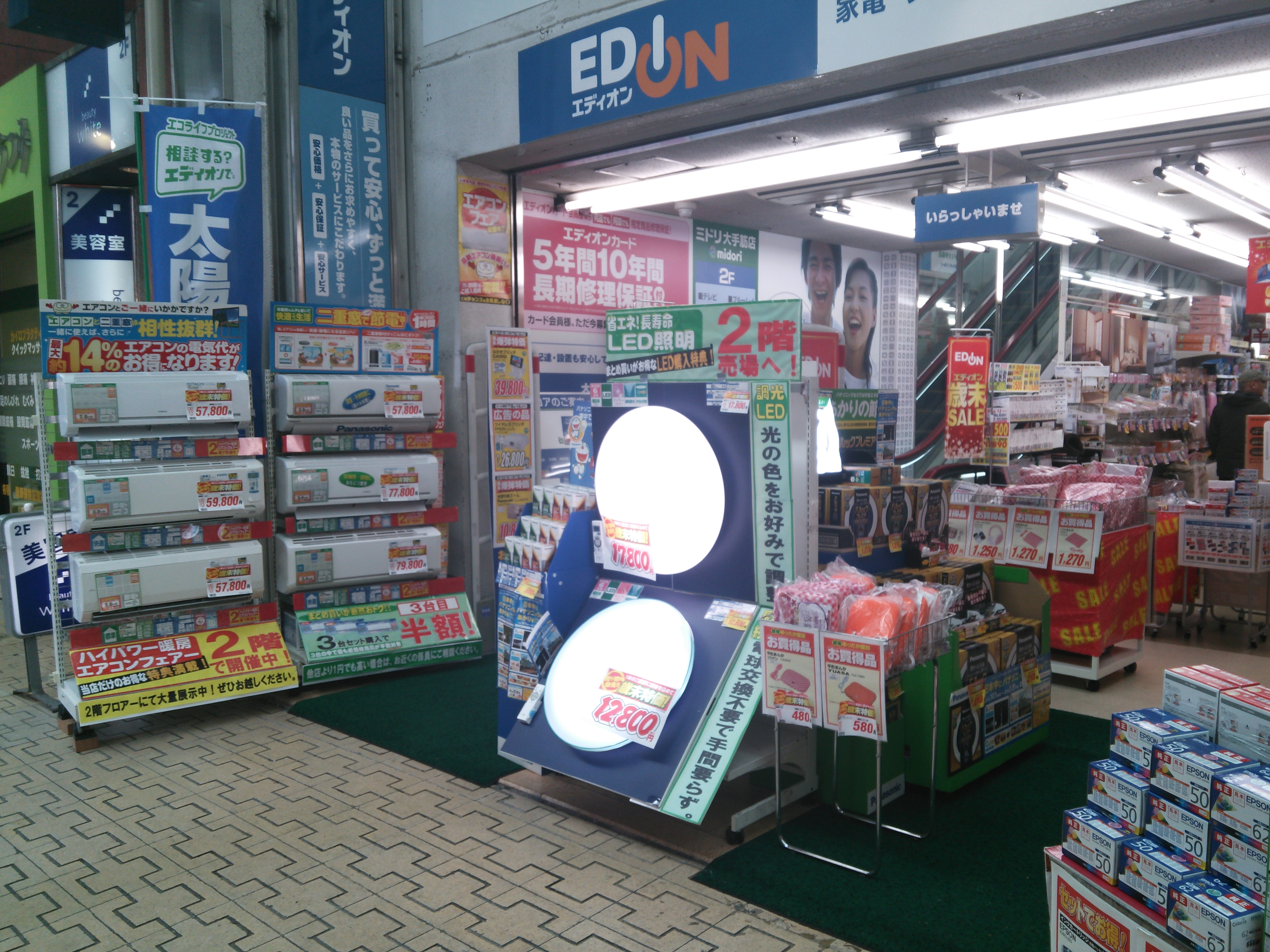
エディオンラクセーヌ店 - 京都(現在、移転の後別会社が運営)
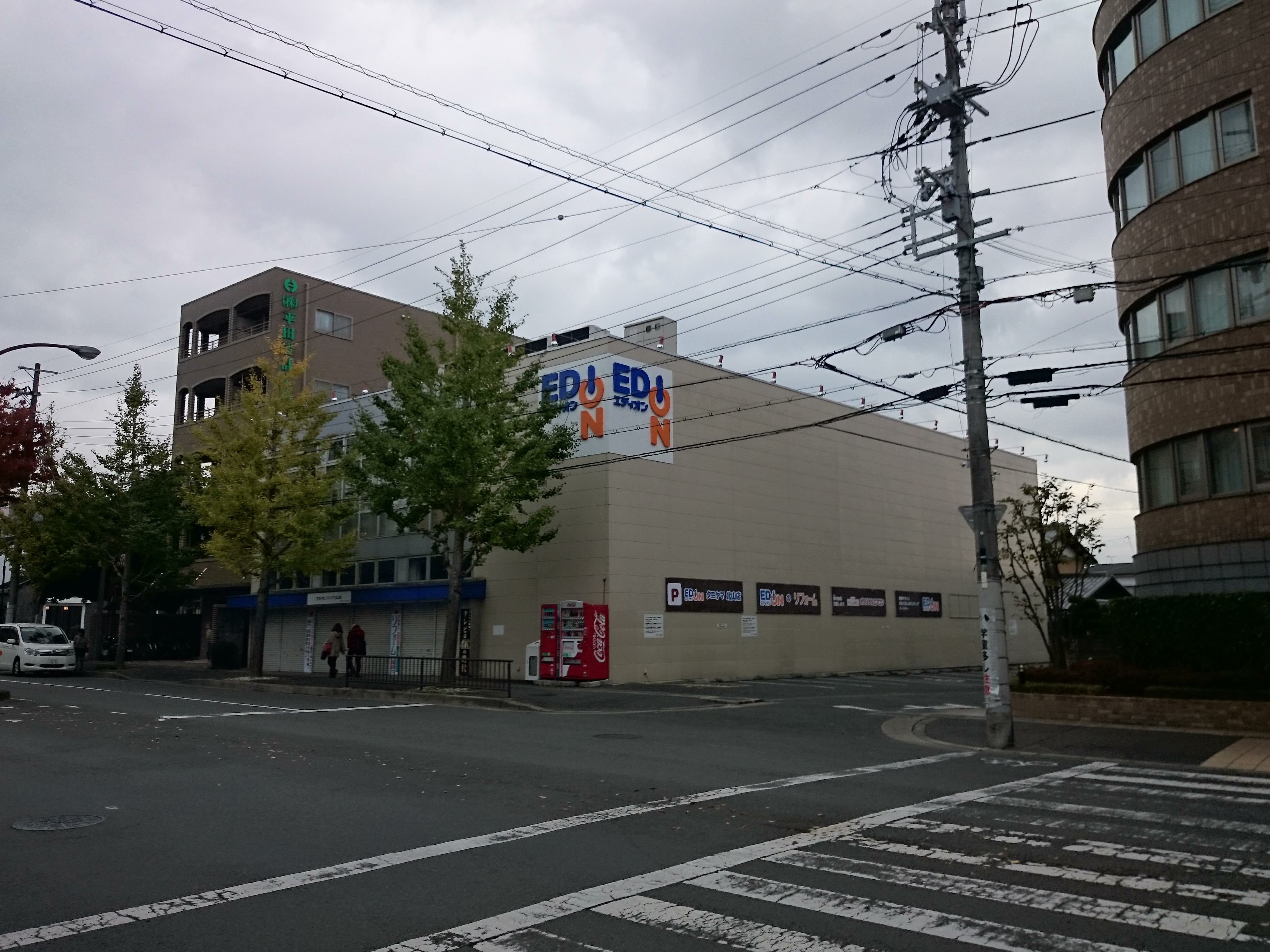
エディオン北山店 - 京都(現在別会社が運営)
- エディオン宇治東店 - 京都(現在別会社が運営)
- 高島屋電気売り場運営- 京都(現在別会社が運営)
- エディオンタニヤマ外商課- 京都(現在別会社が運営)  - エディオンラクセーヌ店店頭(現在は別会社)
  - エディオンアルプラザ宇治東店(現在は別会社)
  - エディオン大手筋店(現在は別会社)
  - エディオン北山店(現在は別会社)
- タニヤマムセン寺町本店 - 寺町四条下る。旧タニヤマムセン4号店を隣接する土地を利用して売場増築した基幹店だった　DUTYFREE KYOTOもインショップ展開していた。2012年に閉店し、2021年まではEDION寺町店だったが閉店後解体。更に隣接地の買収を行い2023年1月に大型オフィステナントビル「TM四条寺町ビル」に建て替えられた
- エディオンタニヤマ新大宮店- 京都市北区 近隣のエディオン北大路ビブレ店出店に伴い単身者向けアパートに再開発 店舗は近隣のエディオン紫竹大宮店に移転
- タニヤマムセン洛西店 - 京都市西京区 ラクセーヌ1階にあった ラクセーヌ専門店のリニューアルに伴いラクセーヌ2階の現エディオンラクセーヌ店に増床移転。
- タニヤマムセン山科店 - 1991年、山科店(やましな電遊館)として開店。2004年に西野山ヘパワフル山科店として増床移転[5]。その後、エディオンタニヤマ 山科店にリニューアル後、閉店。建物は取り壊しの後、明星観光バスが入居。
- タニヤマPC-WORLD - 寺町にあったパソコン専門店 (当初は雑貨とおしゃれ家電を扱う業態のライフ館だった)
- タニヤマムセン城陽店 - 平和堂アルプラザ城陽にあった 平和堂の改築に伴いアルプラザ宇治東店に移転[6]
- タニヤマムセン膳所店・タニヤマPC-WORLD膳所店 - 滋賀県大津市 同一敷地内で二館体制での営業だった
- タニヤマムセン野洲店 - 滋賀県
- タニヤマムセン栗東店 - 滋賀県
- タニヤマムセン福知山店 - 京都府福知山市
- タニヤマムセン近鉄桃山店
- タニヤマムセン桂店
- タニヤマでんでんWORLD北山店 - 京都市北区携帯電話と写真DPE専門店
- タニヤマムセン1号店-現在駿河屋京都寺町店
- タニヤマムセン2号店(旧本店)-現在フレスコ寺町店
- タニヤマムセン5号店-現在寺町斉藤ビル
- ライブハウス都雅都雅- タニヤマPC-WORLD地下にあった4代目谷山茂が創業の京都で老舗のライブハウス 系列会社が運営 現在閉店後 同場所で他団体が運営
- タニヤマムセンリードサービスセンター - 上鳥羽サービスセンターから移転 エディオンFC契約に伴い 運営子会社をM&Aにて売却
- ゲストハウスKYOTOゴコマチ - 宿泊施設